# Шнайдер, Магда
Магда Шнайдер (нем. Magda Schneider; 17 мая 1909, Аугсбург — 30 июля 1996, Берхтесгаден) — немецкая актриса. Мать актрисы Роми Шнайдер.

## Биография
Магда Шнайдер — дочь монтажника Ксавериуса Шнайдера и его супруги Марии, урождённой Майер-Хёрман. Детство и юность Магды прошли в Аугсбурге. Окончив католическую школу для девочек и коммерческое училище, Магда работала стенографисткой на предприятии, занимавшемся торговлей зерном. Помимо этого Магда Шнайдер обучалась пению в аугсбургской консерватории имени Леопольда Моцарта и балету в городском театре Аугсбурга. Дебют Магды на сцене состоялся в аугсбургском театре в амплуа субретки и в мюнхенском государственном театре. Эрнст Маришка пригласил Магду Шнайдер на работу в театре в Вену.
В 1930 году Магда Шнайдер начала карьеру в кино в ролях телефонисток и секретарш-машинисток. Во многих фильмах Магда исполнила немало песен, ставших шлягерами. На съёмках фильма в 1933 году Магда познакомилась со своим будущим мужем актёром Вольфом Альбахом-Ретти. Их свадьба состоялась в Берлине. В браке родилось двое детей — дочь Розмари (Роми) и Вольф-Дитер (род. 1941). Супруги разошлись по разным источникам в 1945, 1946 или 1949 годах.
После Второй мировой войны Магда Шнайдер зарабатывала гастролями и участием в сборных концертах, поскольку в кино её в это время не приглашали. В 1948 году Магда Шнайдер снялась в первом своём послевоенном фильме «В доме должен быть мужчина». В начале 1950-х годов Магда получала много предложений киноролей. В 1953 году Магда Шнайдер снялась вместе с дочерью Роми в фильме «Когда цветёт белая сирень». Актриса уделяла внимание преимущественно карьере своей дочери, вместе с которой она снялась ещё в нескольких фильмах, в том числе в «Молодых годах королевы», «Марше для императора» и «Сисси».
В 1953 году Магда Шнайдер вышла замуж за кёльнского ресторатора Ханса Герберта Блацхайма, который умер в 1968 году. С 1982 года и до своей смерти Магда Шнайдер находилась в браке с кинооператором Хорстом Фельхабером. Последние телеработы актрисы относятся к концу 1960-х годов. 
Последние годы жила в баварском Шёнау-ам-Кёнигсзе, где после смерти и была похоронена на Нагорном кладбище.

## Фильмография
- 1932: Песня одной ночи / в СССР — «Под чужим именем» — Матильда
- 1933: Игра в любовь / Флирт — Кристина
- 1955: Когда цветёт белая сирень — Тереза Форстер
- 1955: Молодые годы королевы — баронесса Луиза Лецен
- 1955: Марш для императора — булочница Тереза Хюбнер
- 1955: Сисси — герцогиня Людовика Баварская
- 1956: Сисси — молодая императрица — герцогиня Людовика Баварская
- 1957: Сисси. Трудные годы императрицы — герцогиня Людовика Баварская
- 1957: Робинзон не должен умереть / Робинзон не должен умереть — вдова Кэнтли

### на немецком языке
- Schneider, Magda und  Seydel,  Renate (Hrsg.): Wenn ich zurückschau...: Erinnerungen. Langen Müller, München 1990, 286 Seiten. ISBN 978-3-7844-2294-7

- Jürgs, Michael: Der Fall Romy Schneider. Eine Biografie. Ullstein Taschenbuch, München 2008, 352  Seiten. ISBN 978-3-5483-7217-4
- Rupert Huber: Süßes Mädel und Romy-Mama. Die gebürtige Augsburgerin Magda Schneider wäre jetzt 100. In: Augsburger Allgemeine 16./17. Mi 2009/Nr. 112, S. 6.